# Bundeswahlkreis McPherson
Koordinaten: 28° 9′ S, 153° 24′ O

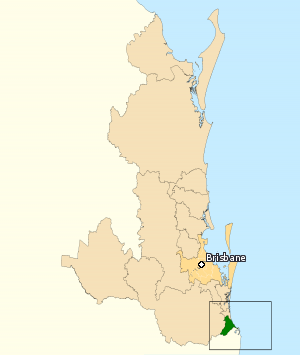
Lage des Wahlkreises in der Metropolregion von Brisbane.

Der Bundeswahlkreis McPherson ist ein Wahlkreis (englisch electoral division) für die Wahl eines Abgeordneten des australischen Repräsentantenhauses. Er liegt im Südosten des Bundesstaates Queensland. Der Wahlkreis umfasst die südlichen Stadtteile von Gold Coast. Er wurde 1949 gegründet und nach dem australischen Gebirgszug McPherson Range benannt.
Seit 2010 ist Karen Andrews von der Liberalen Nationalpartei die amtierende Abgeordnete des Wahlkreises.

## Bisherige Abgeordnete
| Name           | Partei                     | Amtszeiten |
| -------------- | -------------------------- | ---------- |
| Arthur Fadden  | Country Party of Australia | 1949–1958  |
| Charles Barnes | Country Party of Australia | 1958–1972  |
| Eric Robinson  | Liberal Party of Australia | 1972–1981  |
| Peter White    | Liberal Party of Australia | 1981–1990  |
| John Bradford  | Liberal Party of Australia | 1990–1998  |
| John Bradford  | Christian Democratic Party | 1998–1998  |
| Margaret May   | Liberal Party of Australia | 1998–2010  |
| Karen Andrews  | Liberale Nationalpartei    | 2010–      |